# Bitwa pod Władypolem
Bitwa pod Władypolem – bitwa stoczona w dniach 26–27 września 1939 pomiędzy wojskami polskimi i sowieckimi w trakcie kampanii wrześniowej.

## Tło sytuacyjne
17 września 1939 nastąpiła agresja Związku Sowieckiego na Polskę. Oddziały Nowogródzkiej Brygady Kawalerii wycofując się po bitwie pod Tomaszowem Lubelskim w dniach 22–24 września, w sile ok. 2,5 tys. żołnierzy, 25 września osiągnęły Wólkę Horyniecką, gdzie doszło do wymiany ognia z Niemcami. Po wymianie parlamentariuszy i negocjacjach gen. Władysław Anders zwolnił jeńców niemieckich, w zamian Niemcy przepuścili Brygadę bez walk, umożliwiając jej marsz ku granicy. Gen. Anders starał się unikać walk kierując swoje pododdziały między cofające się na linię demarkacyjną oddziały niemieckie i zajmujące je oddziały sowieckie. Marsz uniemożliwiły oddziały sowieckie.

## Przebieg bitwy
26 września Brygada na swej drodze spotkała pod m. Chlipie (Clipie) maszerujące oddziały sowieckiej 12 Armii gen. Iwana Tiuleniewa. Gen. Anders wysłał parlamentariuszy w celu uzyskania swobodnego przejścia na południe. Nie zostali oni przyjęci przez sowietów, ograbieni i ostrzelani. Doszło do potyczek w rej. Dernaków, Woli Sudkowskiej i pod Władypolem, stoczonych 26–27 września 1939. W bitwie, oprócz oddziałów Nowogrodzkiej BK, brał udział 19 pułk Ułanów Wołyńskich, którego resztki dołączyły do Brygady po rozbiciu Wołyńskiej Brygady Kawalerii w bitwie pod Jacnią, 4 pułk Ułanów Zaniemeńskich z Wileńskiej BK i 1 pułk szwoleżerów z Mazowieckiej BK. Oddziały sowieckie dążyły do okrążenia oddziałów polskich i ich zniszczenia. Czołowe natarcie na Brygadę prowadził 148 pułk kawalerii wsparty czołgami. Do okrążenia Brygady podchodziły oddziały 4 Korpusu Kawalerii i 26 Brygady Pancernej, zabezpieczone z północy przez 99 Dywizję Strzelecką, a z południa przez 5 Korpus Kawalerii. Chcąc uniknąć okrążenia i całkowitego zniszczenia, gen. Anders wydał rozkaz 25. i 27 pułkowi ułanów wycofania w kierunku Rajtarowic. 9 dak miał zniszczyć działa (nie było amunicji) i odchodzić w tym samym kierunku. 25 pułk ułanów miał osłaniać odwrót. Z 26 pułkiem odchodził gen. Anders ze sztabem Brygady. Po bitwie pod Władypolem rozbite oddziały Nowogródzkiej BK wycofywały się, tocząc walki w półokrążeniu i w małej odległości. Gen. Anders z grupą 200–250 oficerów i żołnierzy przedzierał się do rejonu zbiórki. Kiedy dotarli do gajówki Zielony Gaj w sile ok. 60 ułanów, Anders widząc całkowite okrążenie Brygady nakazał rozformowanie Nowogródzkiej Brygady Kawalerii i przedzieraniu się drobnych grup ku granicy z Węgrami. Rozkazy łącznikami zostały rozesłane do oddziałów. Łącznicy wracali bez ich doręczenia, meldując że wszędzie są sowieci. Z grupy przedzierającej się z gen. Andersem utworzono 6 mniejszych oddziałów i odchodziły one w kierunku granicy z Węgrami. 29 września grupa z gen. Andersem została zaatakowana przez sowietów w m. Jesionki Stasiowe koło Sambora. Gen. Anders dwukrotnie ranny poddał się do niewoli.

## Rezultaty
Bitwa pod Władypolem zakończyła się klęską i rozproszeniem oddziałów Nowogródzkiej Brygady Kawalerii. Polacy w bitwach i potyczkach zniszczyli ok. 20 czołgów.